# Ideobisium antipodum
Espèce
Synonymes
- Obisium antipodum Simon, 1880

Ideobisium antipodum est une espèce de pseudoscorpions de la famille des Syarinidae.

## Distribution
Cette espèce se rencontre en Nouvelle-Calédonie et aux Tuvalu.

## Systématique et taxinomie
Cette espèce a été décrite sous le protonyme Obisium antipodum par Simon en 1880. Elle est placée dans le genre Ideobisium par Balzan en 1892.

## Publication originale
- Simon, 1880 : Matériaux pour servir à une faune arachnologique de la Nouvelle-Calédonie. Annales de la Société Entomologique de Belgique, vol. 23 (C.R.), p. 164-175.